# Oxalicibacterium solurbis
Oxalicibacterium solurbis es una especie de bacteria gramnegativa del género Oxalicibacterium. Fue descrita en el año 2010, aunque inicialmente se aisló en el 1996. Su etimología hace referencia a suelo de ciudad. Es aerobia y móvil por flagelo polar. Tiene un tamaño de 0,4-0,5 μm de ancho por 0,8-1,2 μm de largo. Catalasa y oxidasa positivas. Forma colonias lisas, brillantes, elevadas, opacas, de color amarillo y con márgenes enteros en agar NA tras 3 días de incubación. Temperatura de crecimiento entre 4-27 °C, óptima de 28-30 °C. Tiene un contenido de G+C de 63,3%. Se ha aislado de suelo urbano en Japón. 